# Albert Decourtray
Albert Decourtray, né le 9 avril 1923 à Wattignies dans le Nord et mort le 16 septembre 1994 à Bron, est un cardinal de l'Église catholique, archevêque de Lyon et académicien français.

## Biographie

### Jeunesse et formation
Né dans une famille de commerçants de levure de bière, il entre en 1941 au grand séminaire de Lille. Il est ordonné prêtre le 29 juin 1947 pour le diocèse de Lille et célèbre sa première messe en juillet 1947 à Seclin (Nord), où il était venu habiter avec sa famille en 1938.

### Prêtre
Il poursuit ses études à l'Université catholique de Lille avant de partir, en 1948, pour l'université pontificale grégorienne à Rome où il exerce également la fonction de chapelain de l'église Saint-Louis-des-Français. Il y obtient un doctorat en théologie et soutient en 1951 une thèse sur Nicolas Malebranche.
De retour dans le Nord, il exerce principalement son ministère comme enseignant au grand séminaire de Lille de 1952 à 1966. À partir de 1958, il est également responsable diocésain pour la formation des jeunes prêtres. En 1966, il est nommé vicaire général du diocèse de Lille.

### Évêque
Paul VI le nomme évêque auxiliaire de Dijon le 27 mai 1971 avec le titre d'évêque titulaire (ou in partibus) de Hippo Diarrhytus (de). Il est consacré le 3 juillet suivant.
Il est nommé évêque titulaire de Dijon le 22 avril 1974 en remplacement d'André Charles de la Brousse, démissionnaire.
Le 29 octobre 1981, Jean-Paul II le nomme archevêque de Lyon, ce qui lui confère le titre de Primat des Gaules. Du 23 avril 1983 au 1er octobre 1988, il est également prélat de la Mission de France.
Il préside la Conférence des évêques de France de 1987 à 1990.

### Cardinal
Il est créé cardinal par Jean-Paul II lors du consistoire du 25 mai 1985 avec le titre de cardinal-prêtre de la Trinité-des-Monts (SS. Trinità al Monte Pincio), titre souvent attribué au cardinal archevêque de Lyon. Au sein de la curie romaine, il est membre des conseils pontificaux pour le dialogue inter-religieux et avec les non-croyants.
Sa devise est « In simplicitate » (Dans la simplicité).
Il est victime d'un accident vasculaire cérébral le 12 septembre 1994 et meurt quatre jours plus tard, le 16 septembre 1994, à Bron. Il repose dans la Primatiale Saint-Jean de Lyon.

### Académicien français
Le cardinal Decourtray est élu à l'Académie française, le 1er juillet 1993, au fauteuil 4, succédant au professeur Hamburger. Sa réception officielle a lieu le 10 mars 1994.
Après sa disparition, il est remplacé, le 15 juin 1995, par le cardinal Lustiger qui, comme le veut la coutume, fait au cours de son discours de réception l'éloge de son prédécesseur.

## Dialogue avec la communauté juive
Le ministère du cardinal Decourtray est marqué par son dialogue constant avec la communauté juive.
Il décide de l'ouverture aux historiens des archives du diocèse de Lyon concernant la période de la Seconde Guerre mondiale afin que la lumière soit faite sur les relations entre Paul Touvier et l'Église de Lyon au cours de cette période.
Il se rend aux camps d'Auschwitz en compagnie du cardinal Lustiger puis assure, pour le pape, une mission de médiation concernant le litige du carmel d'Auschwitz, mission qui aboutira au départ des sœurs du carmel. 
Il a été un précurseur de la démarche de repentance à l'égard du peuple juif concrétisée en 2000 par Jean-Paul II.

### Mémorial
Né d'une initiative de Théo Klein, ancien président du Crif, un mémorial au nom du Cardinal Decourtray, sous forme d'un petit jardin et situé sur un terrain de la ville de Jérusalem en Israël, est inauguré en présence de représentants des cultes et de laïcs, en mai 2000.

## Prévention du sida
En 1988, alors président de la conférence des évêques de France, le cardinal Decourtray s'oppose à la première campagne publicitaire télévisuelle française préconisant l'emploi du préservatif pour lutter contre le sida : « si l'on croit que le préservatif est le remède, c'est bien triste »,, mais il admet par la suite que « quand il faut choisir entre donner la mort et prendre un moyen qui n'est pas bon, il faut choisir le moindre mal... ».
André Santini lui a dédicacé en 1990 ce bon mot (qui reçut le prix du récidiviste - prix de l'humour politique) : « Mgr Decourtray n'a rien compris au préservatif. La preuve, il le met à l'index. »

## Affaire Preynat
En 1991, le cardinal Decourtray est averti des agissements de Bernard Preynat. Il aurait alors déclaré : 
Il y a du « diabolique » dans cette affaire et le « coupable » n'est qu'une victime que je vais aussi tenter de libérer.
Bernard Preynat a ensuite relaté une des discussions qu'ils auraient eue :
Quand le cardinal Decourtray m'a convoqué en 1991, j'ai commencé par lui dire que c'était une longue histoire. Là, il a fait un geste du bras pour exprimer qu'il n'avait pas envie d'en entendre plus. Il m'a fait promettre de ne jamais recommencer et m'a dit « Bernard, je vous fais confiance ».
.

## Œuvres
- Une voix dans la rumeur du monde (1988) ;
- Un Evêque et Dieu (1989), chez Fayard ;
- Le Testament inachevé (1994), chez Flammarion, compte rendu fidèle d'entretiens avec Nicolas Domenach et Maurice Szafran, journalistes.

## Décorations
- Officier de la Légion d'honneur